# Пенчелиці
Пенчелиці (пол. Pęczelice) — село в Польщі, у гміні Бусько-Здруй Буського повіту Свентокшиського воєводства.
Населення — 124 особи (2011).
У 1975-1998 роках село належало до Келецького воєводства.

## Демографія
Демографічна структура на день 31 березня 2011 року:
|          | Загалом | Допрацездатний вік | Працездатний вік | Постпрацездатний вік |
| -------- | ------- | ------------------ | ---------------- | -------------------- |
| Чоловіки | 54      | 6                  | 42               | 6                    |
| Жінки    | 70      | 17                 | 33               | 20                   |
| Разом    | 124     | 23                 | 75               | 26                   |